# ليو بيسلي
ليو بيسلي (بالإنجليزية: Lew Beasley)‏ هو لاعب كرة قاعدة أمريكي، ولد في 27 أغسطس 1948 في Sparta, Virginia ‏ في الولايات المتحدة.

## وصلات خارجية
- ليو بيسلي على موقعبيزبول رفرنس.كوم (الدوري الرئيسي) (الإنجليزية)
- ليو بيسلي على موقعبيزبول رفرنس.كوم (الدوري الثانوي) (الإنجليزية)